# Parmigianino
Girolamo Francesco Maria Mazzola (Parma, 11 de enero de 1503 - Casalmaggiore, cerca de Cremona, 24 de agosto de 1540), llamado il Parmigianino (el "parmesanito") por su lugar de nacimiento, además de por su reducida estatura y aspecto grácil. Fue un pintor y grabador italiano, considerado uno de los primeros y máximos exponentes del manierismo. Fue de los primeros pintores italianos en experimentar con el grabado, y en una serie de destacados retratos consolidó la tendencia en Italia del retrato de tres cuartos (hasta las rodillas) y de cuerpo entero, hasta entonces reservados a la realeza.

## Biografía
Fue el octavo hijo del pintor Filippo Mazzola y su esposa Donatella Abbati. Su padre murió en una epidemia de peste cuando él tenía dos años y los niños fueron criados por sus tíos Pier Ilario Filippo y Michele Mazzola, modestos pintores de provincia con los que se formó en su ciudad natal. Continuó su periodo de aprendizaje en contacto directo con Correggio que en ese momento trabajaba en los grandes ciclos de frescos de Parma.
Su primera obra es de 1519, El Bautismo de Cristo. Se dedica además a la decoración de algunas capillas del templo de San Juan Evangelista. Hacia 1523 trabaja en el tocador de Paola de Gonzaga en la Rocca de los Sanvitale en Fontanello, donde hace una recreación de la estancia de San Pablo de Correggio.
Instalado en Roma, en 1524, conoce la obra de Miguel Ángel y Rafael Sanzio, quienes le influirán decisivamente. En la ciudad se sabe que tomó parte en los encuentros y discusiones que tenían lugar en la casa de Paolo Valdambrini, secretario del Papa Clemente VII, a los que acudía Rosso Fiorentino, Perin del Vaga y Giulio Romano. Entre las obras de este periodo destaca La visión de San Jerónimo de 1525, Desposorios Místicos de Santa Catalina y el Retrato de Lorenzo Cybo, del mismo año.
Tras el Saqueo de Roma (1527), se instala en Bolonia. Allí encomienda a Antonio da Trento la reproducción de diseños suyos mediante xilografía de chiaroscuro, que imita las texturas de la acuarela; actualmente se conocen seis planchas, como Martirio de dos santos y La sibila tiburtina y el emperador Augusto. La relación entre el maestro y el grabador no hubo de terminar cordialmente, y este huyó llevándose pertenencias del taller, según las crónicas. 

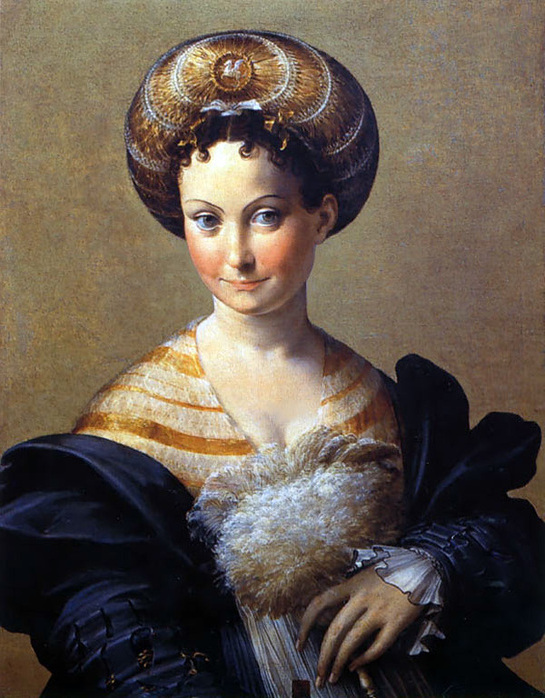
La esclava turca (Galería Nacional de Parma).

Parmigianino retorna posteriormente a su ciudad natal, donde pasó los últimos años de su vida atormentado por los constantes requerimientos del capítulo de la iglesia de la Virgen de la Steccata, que le apremiaba para que finalizase los frescos que le habían sido encargados en 1531.
Encarcelado a causa de las deudas, logró huir a Casalmaggiore. Allí mientras que trataba de resolver sus problemas mediante la alquimia, murió desesperado de unas fiebres con sólo 37 años.

## Obra y estilo

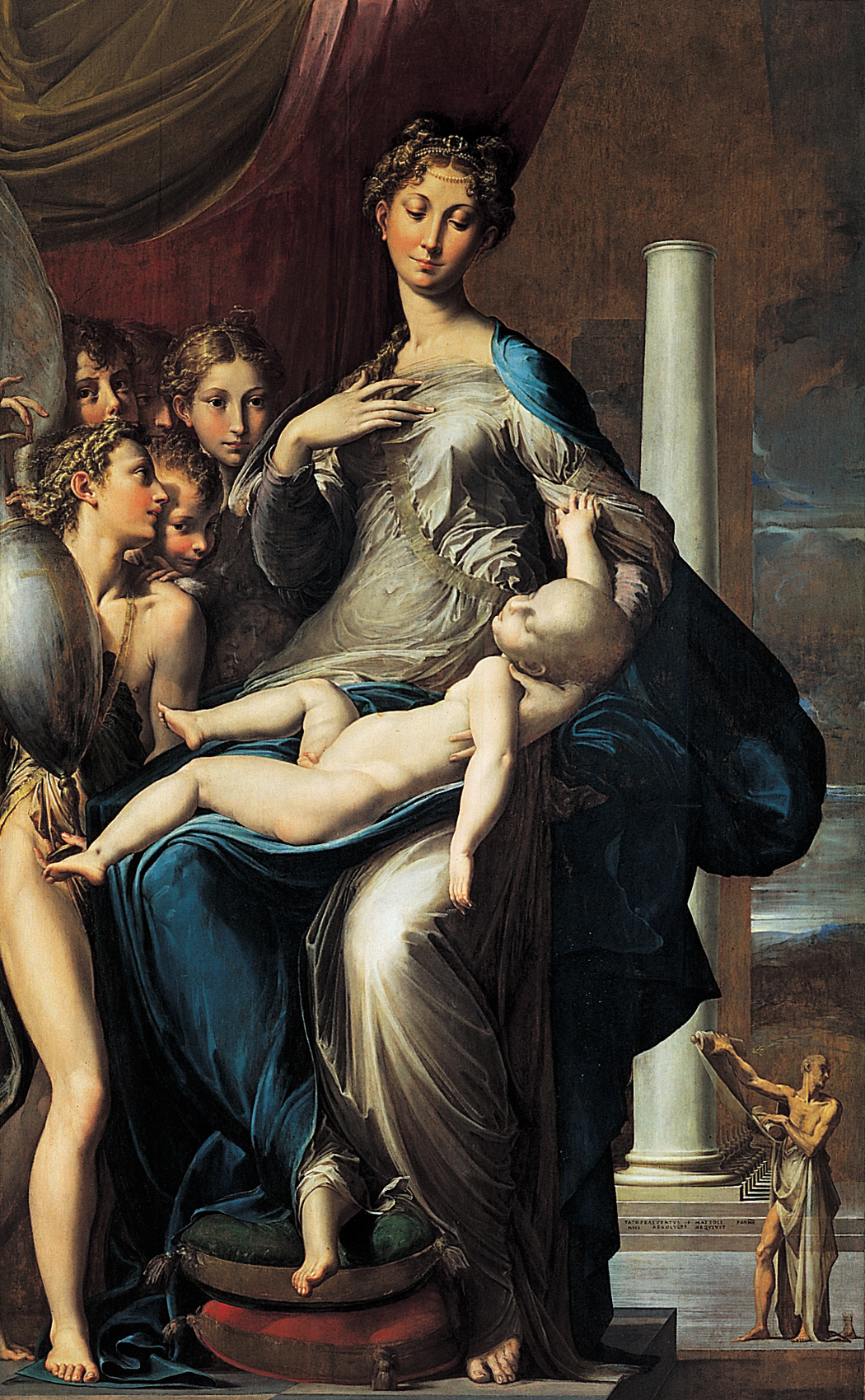
La Madona del cuello largo, 1535-1540, óleo sobre tabla, 214 x 133 cm, Galería de los Uffizi, Florencia.

La importancia de su obra supera ampliamente el hecho de contarse con pocas obras legadas. Entre ellas se encuentran La conversión de san Pablo de 1527 y el Autorretrato ante el espejo (ambos en el Kunsthistorisches Museum de Viena), La Virgen de la Rosa de 1529, La Virgen del cuello largo (hacia 1535; Galería de los Uffizi de Florencia), la Esclava turca y la Antea. 
Su obra y su personalidad se afirman en contacto con el primer manierismo toscano y, a través de las obras de los grandes maestros Rafael y Miguel Ángel, consiguiendo traducir en términos originales los modelos del Renacimiento con una orientación ya plenamente manierista. Para él la función del arte era trasmitir sensaciones exquisitas y excitantes, para lo cual tuvo que crear una necesaria artificiosidad. De Correggio asimilará el clasicismo, convirtiéndolo en manierismo, manteniendo el ilusionismo del primero pero traduciéndolo a modelos más decorativos y una mayor vitalidad de las formas.
En los Esponsales de Santa Catalina, de 1521, hay una rebuscada elegancia en las formas y una composición en la que todas las figuras giran alrededor del pedestal de la Virgen, este cuerpo geométrico se va a repetir deliberadamente en toda la composición, incluso el marco arquitectónico aparece con forma semicilíndrica. 
La Visión de San Jerónimo, realizada tras su llegada a Roma y tras conocer las obras de Rafael y Miguel Ángel, es una obra que resume todas esta experiencias. La dimensión de sus personajes y su expansividad formal se inspiran en Miguel Ángel, pero la energía propia de este artista se reduce y se sustituye por la elegancia.

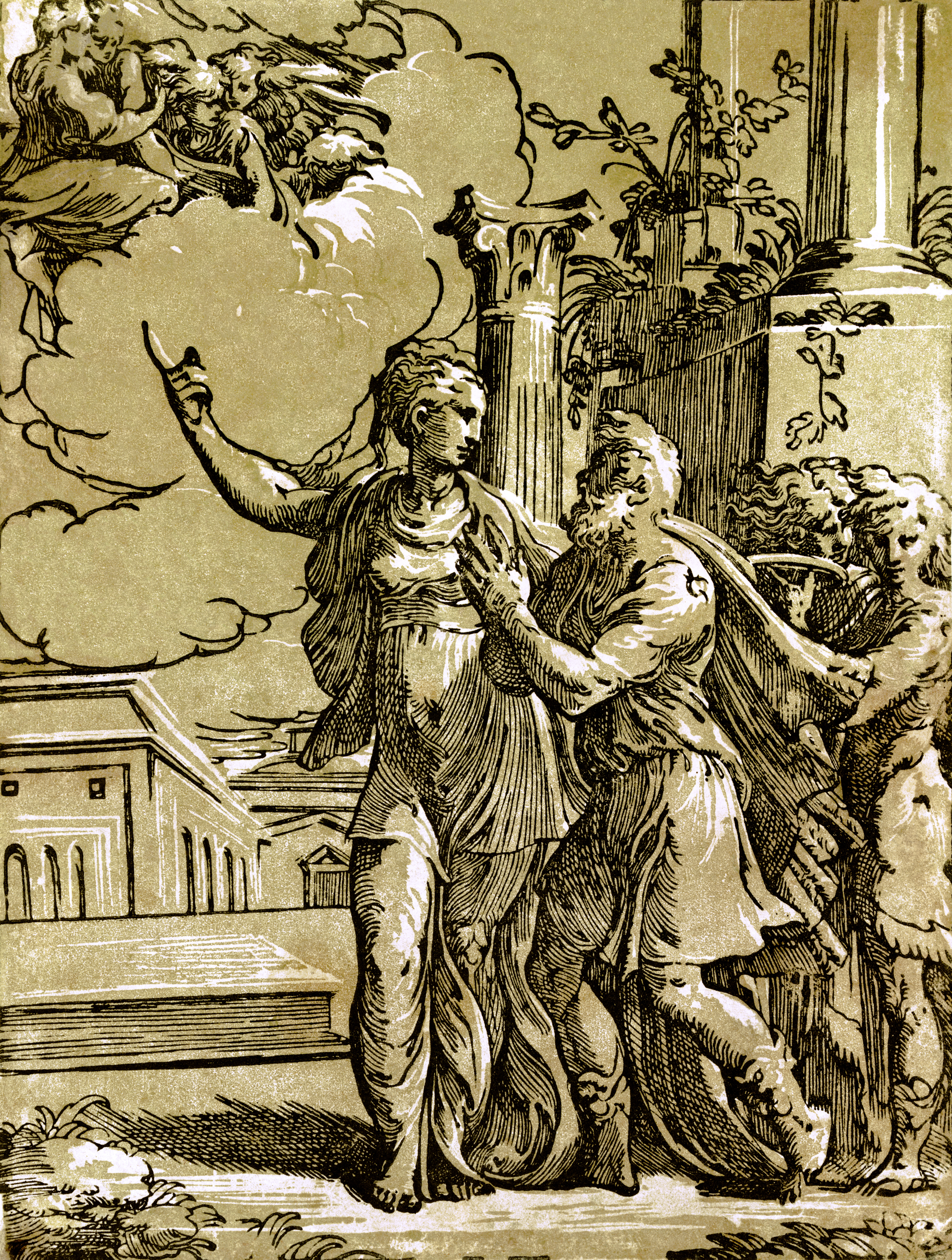
La sibila de Tibur y el emperador Augusto, xilografía de chiaroscuro (a colores) grabada por Antonio da Trento según diseño de Parmigianino.

Hay grandiosidad en las apariencias y dignidad en la representación del tema, aunque parece haberse evaporado todo sentimiento específicamente cristiano. Esta representación ilustra la actitud de las creencias de la Roma de Clemente VII, virtualmente indiferente a los valores tradicionales de la devoción cristiana, para la cual los símbolos religiosos y el dogma solo poseían una dimensión estética.
En sus obras posteriores a su estancia en Roma, mantendrá el aire elegante y en ciertos momentos majestuoso, tendiendo cada vez más a una belleza abstracta y una gracia artificial.

### Obras en España
El Museo del Prado posee las siguientes obras:
- Pedro María Rossi, conde de San Segundo, óleo sobre tabla, 133 x 98 cm, 1535 - 1538 .

- Camilla Gonzaga, condesa de San Segundo, y sus hijos, óleo sobre tabla, 128 x 97 cm, 1535 - 1537. Pintura que ha de ser pareja de la anterior, pero que decae en calidad, por lo cual se atribuye en parte a ayudantes .

- Santa Bárbara, óleo sobre tabla, 48 x 39 cm, hacia 1522 .

- La Sagrada Familia con ángeles, óleo sobre tabla, 110 x 89 cm, hacia 1524. Obra que el artista regaló al papa Clemente VII .

- Cupido tallando su arco, óleo sobre lienzo, 148 x 65 cm, copia de finales del siglo XVI del original conservado en el Kunsthistorisches Museum de Viena .

- Cabeza de hombre con barba, dibujo a sanguina sobre papel amarillento, 90 x 65 mm, primer tercio del siglo XVI (atribuido al artista) .

- Circe, dibujo a pluma y tinta parda sobre papel amarillento, 125 x 75 mm, primera mitad del siglo XVI .

El Museo del Patrimonio Municipal de Málaga posee un lienzo de Santa Margarita, la Virgen, el Niño y otros santos documentado en el catálogo de Il Parmigianino a través de los trabajos de Ireneo Affó. Este lienzo llegó a Málaga a partir de una donación de W. Newbery para la capilla del Hospital Noble de la misma ciudad.